# Marina di San Nicola
Marina di San Nicola è una frazione del comune di Ladispoli, centro balneare del litorale laziale nella città metropolitana di Roma Capitale (litorale romano), raggiungibile da una diramazione della via Aurelia, nota anche come "Lo Scrigno del Tirreno". Conta circa 2000 residenti, ma d'estate raggiunge oltre 12.000 villeggianti, per lo più romani.

## Storia
L'abitato si è sviluppato a partire dagli anni cinquanta come luogo di villeggiatura estiva, con numerosi parchi, villette e villini, che, a partire dagli anni sessanta, sono gestiti da un consorzio. La maggior parte delle attuali abitazioni risale però agli anni settanta. 
Le strade presentano denominazioni dedicate agli astri (via del Sole, via della Luna, via Mercurio, via Venere, via delle Pleiadi, via delle Naiadi, ecc.).
Numerosi personaggi noti risiedono o hanno risieduto d'estate a Marina San Nicola. Tra questi: Lino Banfi, Jerry Calà, Riccardo Calafiori, Max Gazzè, Loretta Goggi, Anna Mazzamauro, Alessandra Mussolini, Daniele Pradè, Felice Pulici, Alberto Rimedio, Maria Scicolone, Alessio Nardo e numerosi parlamentari.
Presso la spiaggia, tra via Venere, via Alsium e via Mercurio si trovano resti archeologici relativi ad una villa romana identificata tradizionalmente come "villa di Pompeo" in quanto presunto possesso di Pompeo Magno, ovvero con i ruderi dell'antica città di Alsium. Le strutture più antiche risalgono al I secolo a.C. e all'epoca augustea. La villa rimase in uso durante tutta l'epoca imperiale. Sono conservati resti di muri in opera reticolata e laterizia e pavimenti musivi. Vi venne rinvenuta un'erma con testa di Giano. Nei pressi della struttura principale sono presenti anche strutture ad uso commerciale e un piccolo porto con banchine in prossimità della spiaggia. Una torretta di avvistamento della seconda guerra mondiale venne costruita in cemento riutilizzando in parte i materiali antichi della villa.
Una passeggiata pedonale porta da via Diana all'Oasi del WWF di Palo Laziale.

## Infrastrutture e trasporti
Situata a circa 2,5 chilometri a sud di Ladispoli, Marina di San Nicola è direttamente collegata alla Strada statale 1 Via Aurelia con un apposito svincolo. La località è altresì raggiungibile con l'Autostrada A12 Roma - Civitavecchia, attraverso i caselli di Torrimpietra e Cerveteri - Ladispoli.
Non possedendo né una stazione né una fermata sulla Ferrovia Tirrenica, nonostante i binari passino all'interno dell'abitato , gli scali più vicini sono Torre in Pietra-Palidoro e Ladispoli - Cerveteri. Marina di San Nicola si trova a 30 km dall'Aeroporto Internazionale Leonardo Da Vinci di Roma-Fiumicino e a 50 km dal Giovanni Battista Pastine di Roma-Ciampino. La località dista circa 40 km dal Porto di Civitavecchia, che è il principale del Lazio. Il servizio bus extraurbano (che transita su Via Aurelia) è garantito dal COTRAL. Il servizio di trasporto pubblico locale è gestito dalla ditta Seatour, con la linea 28 che transita all'interno del comprensorio, fino ad arrivare alla stazione di Ladispoli. Le linee 23 e 32 servono San Nicola all'esterno sulla via Aurelia.

## Il problema dell'acqua
Nel 2014 sono emersi problemi relativi alla potabilità dell'acqua. Per abbassare, in particolare, il livello dei nitrati, il Consorzio che gestisce la fornitura d'acqua nella località ha attivato, nell'estate del 2014, un denitrificatore a quattro cisterne.